# ARM Cuauhtémoc (BE-01)
ARM Cuauhtémoc (BE-01) — учебное парусное судно мексиканских ВМС.

## История
Корабль построен на верфи в Бильбао в Испании. Спущен на воду в 1982 году. Был спроектирован и построен как учебное судно, предназначенное для прохождения плавательной практики курсантов ВМФ. Парусное вооружение: трёхмачтовый барк. Назван в честь последнего предводителя ацтеков — Куаутемока, который был схвачен и казнён в 1525 году.
Судно принадлежит Мексике. Его портом приписки является город Акапулько. За всё время своего существования принял участие во многих регатах и парусных праздниках. Судно совершало неоднократные трансатлантические экспедиции.

### Столкновение с Бруклинским мостом
17 мая 2025 года парусник столкнулся с Бруклинским мостом в Нью-Йорке. В городе он находился в рамках подготовки к мероприятию по парусному спорту Sail4th, регате, которая состоится в следующем году в честь 250-летия США. В результате инцидента у парусника оказались сломаны мачты, как минимум двое членов экипажа погибли, более двух десятков получили травмы.